# Guerre Yakima
La guerre Yakima est un conflit entre les États-Unis et les Yakamas, alors peuple amérindien du territoire de Washington et désormais sud-est de l'État de Washington, entre 1855 à 1856.

## Contexte
Au printemps 1855, le gouverneur du territoire de Washington Isaac Stevens négocie une série de traités avec les Amérindiens du Nord-Ouest Pacifique au cours du conseil de Walla Walla. En échange de l'abandon d'une grande partie de leurs terres ancestrales, les Yakamas se voient attribuer une réserve.
Bien que le gouverneur Stevens leur ait assuré que l'accès à la réserve sera interdite aux Blancs, la découverte d'or près de Colville amène un certain nombre de mineurs et de prospecteurs à circuler librement sur les terres des Yakamas.
En septembre 1855, deux prospecteurs sont tués par un groupe de Yakamas. Venu enquêter sur la mort de ces deux hommes, l'agent indien Andrew Bolon est également assassiné par les Yakamas de peur que celui-ci ne fasse appel à l'armée pour les combattre.